# ماريو دي أجاتا
ماريو دي أجاتا (بالإيطالية: Mario D'Agata)‏ كان ملاكم إيطالي صنّف ضمن فئة وزن الديك.

## إحصائيات
خاض خلال مسيرته 67 نزالا، فاز في 54 وتعادل في 3 وخسر في 10. فاز بالضربة القاضية في 22 نزالا.

## روابط خارجية
- ماريو دي أجاتا على موقع بوكس ريك (الإنجليزية) (registration required)